# آنسة الليل والنهار
آنسة الليل والنهار ((الكورية: 낮과 밤이 다른 그녀)) هو مسلسل تلفزيوني كوري جنوبي، من بطولة لي جونغ اون، جونغ اون جي، تشوي جين-هيوك. عرض على جاي تي بي سي في 15 يونيو الى 4 اغسطس 2024، تم بثه كل يوم السبت وأحد الساعة 22:30 (KST).

## قصة
لي مي جين (جونغ إيون جي) هي امرأة عزباء في العشرينات من عمرها. لقد كانت تكافح من أجل العثور على وظيفة لائقة لسنوات. أثناء الاستعداد للحصول على وظيفة، تقوم بعمل بدوام جزئي وتحصل على شهادات المهارة. في أحد الأيام، عندما تستيقظ في الصباح، تجد نفسها في جسد شخص في الخمسينيات من عمره. ومنذ ذلك الحين، عندما تشرق الشمس، تصبح الشخص في الخمسينيات من عمرها. أثناء الليل تعود إلى العشرينيات من عمرها. إنها تأخذ مأساتها كفرصة للحصول على وظيفة. خلال النهار، تبدأ العمل كمتدربة في مكتب المدعي العام لمنطقة سيوهان باسم إيم سون (لي جونغ إيون). تعمل لدى المدعي العام كي جي وونغ (تشوي جين هيوك). على الرغم من أنها تظهر كامرأة في الخمسينيات من عمرها، إلا أنها متدربة شاملة يمكنها إنجاز المهام المختلفة بسهولة.

## طاقم

### رئيسي
- لي جونغ يون في دور ليم سون[8]
- جونج إيون جي بدور لي مي-جين[8]
- تشوي جين هيوك نحن جاي جي وونغ[9]

### داعم
- بايك سيو هو في دور جوو وون[7]
- يون بيونج هي في دور جو بيونج دوك[10]

## المشاهدات
| الموسم | الموسم | رقم الحلقة | رقم الحلقة | رقم الحلقة | رقم الحلقة | رقم الحلقة | رقم الحلقة | رقم الحلقة | رقم الحلقة | رقم الحلقة | رقم الحلقة | رقم الحلقة | رقم الحلقة | رقم الحلقة | رقم الحلقة | رقم الحلقة | رقم الحلقة | المتوسط |
| الموسم | الموسم | 1          | 2          | 3          | 4          | 5          | 6          | 7          | 8          | 9          | 10         | 11         | 12         | 13         | 14         | 15         | 16         | المتوسط |
| ------ | ------ | ---------- | ---------- | ---------- | ---------- | ---------- | ---------- | ---------- | ---------- | ---------- | ---------- | ---------- | ---------- | ---------- | ---------- | ---------- | ---------- | ------- |
|        | 1      | 0.958      | 0.860      | 1.072      | 1.479      | 1.367      | 1.746      | 1.364      | 1.926      | 1.618      | 2.219      | 1.618      | 2.219      | 1.893      | 1.968      | 2.118      | 2.815      | 1.700   |

| Ep.   | تاريخ البث    | تقييمات (نيلسن كوريا) | تقييمات (نيلسن كوريا) |
| Ep.   | تاريخ البث    | على الصعيد الوطني     | سيئول                 |
| ----- | ------------- | --------------------- | --------------------- |
| 1     | 15 يونيو 2024 | 3.998%                | 4.600%                |
| 2     | 16 يونيو 2024 | 3.602%                | 3.783%                |
| 3     | 22 يونيو 2024 | 4.457%                | 4.916%                |
| 4     | 23 يونيو 2024 | 6.037%                | 6.338%                |
| 5     | 29 يونيو 2024 | 6.154%                | 6.873%                |
| 6     | 30 يونيو 2024 | 7.666%                | 8.218%                |
| 7     | 6 يوليو 2024  | 5.719%                | 6.157%                |
| 8     | 7 يوليو 2024  | 8.391%                | 9.056%                |
| 9     | 13 يوليو 2024 | 7.473%                | 7.397%                |
| 10    | 14 يوليو 2024 | 8.376%                | 8.693%                |
| 11    | 20 يوليو 2024 | 7.101%                | 6.729%                |
| 12    | 21 يوليو 2024 | 9.368%                | 9.423%                |
| 13    | 27 يوليو 2024 | 7.943%                | 8.137%                |
| 14    | 28 يوليو 2024 | 8.287%                | 8.277%                |
| 15    | 3 أغسطس 2024  | 8.707%                | 8.618%                |
| 16    | 5 أغسطس 2024  | 11.744%               | 12.092%               |
| متوسط | متوسط         | 7.189%                | 7.457%                |

## الانتاج
المسلسل من كتابة بارك جي اه التي كتبت مسلسل اختيار جيد (2020)، واخراج بواسطة لي هيون-مين اعماله زوجتي الخطرة (2020)، وقت العرض يبدأ! (2020). وانتاج JTBC بواسطة شركتها التابعة SLL بتعاون مع شركة الانتاج سامهوا نتورك.

## روابط خارجية
- الموقع الرسمي
 (بالكورية)
- سيدة الليل والنهار على موقع IMDb (الإنجليزية)
- سيدة الليل والنهار على موقع نتفليكس (الإنجليزية)
- سيدة الليل والنهار على موقع فيلمافينيتي (الإسبانية)
- سيدة الليل والنهار على موقع قاعدة بيانات الفيلم (الإنجليزية)
- آنسة الليل والنهار على هانسينما